# Prachtlaubfrosch

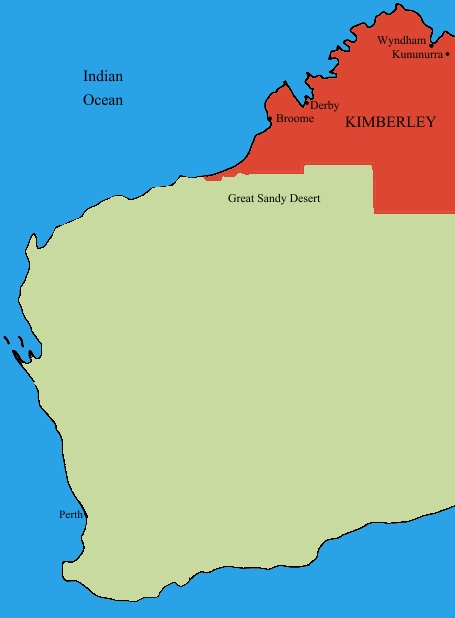
Kimberley-Region (oben) in Australien, in der der Prachtlaubfrosch an geeigneten Standorten vorkommt.

Der Prachtlaubfrosch (Ranoidea splendida, Synonym: Litoria splendida) ist ein Frosch aus der Unterfamilie der Australischen Laubfrösche innerhalb der Familie der Laubfrösche. Er ist ausschließlich in Australien beheimatet.

## Beschreibung
Der australische Prachtlaubfrosch ist ein verhältnismäßig großer Laubfrosch. Die Art wurde erst 1977 erstmals beschrieben. Die Männchen erreichen eine Länge von 10,4 Zentimeter und die Weibchen von 10,6 Zentimeter. Die Tiere haben eine hellgrüne Oberseite mit zerstreuten gelben oder weißen Flecken. Der Bauch sowie die Innenflächen der Extremitäten sind vorwiegend weiß bis hellgelb.

## Vorkommen
Diese Froschart lebt in Australien in der Kimberley Region in Höhlen und Felsenspalten. Sie wird auch häufig in Häusern, zum Beispiel in Duschen, Wasserbehältern oder Toiletten gefunden.

## Forschung
Australische Wissenschaftler haben 1999 einen Duftstoff identifiziert, den männliche Frösche während der Paarungszeit produzieren, um Weibchen anzulocken. Die Forscher von der University of Adelaide in Australien untersuchten Männchen der Art Ranoidea splendida. Dabei entdeckten sie eine Drüse in deren Köpfen, mit denen die Tiere eine Substanz in dem Wasser verspritzen können, in welchem sie brüten. Dieses sogenannte Splendipherin zeigt eine sofortige besondere Wirkung auf weibliche Frösche dieser Art. Schon in winzigen Mengen übt es eine starke Anziehungskraft aus.
Im Jahr 2006 entdeckten australische Forscher, dass Amphibien ein Sekret gegen Stechmücken in ihrer Haut produzieren. Um zu prüfen, ob Frösche tatsächlich ein Insektenschutzmittel über ihre Haut absondern, wuschen die Forscher verschiedene australische Laubfrösche, darunter die australische Froschart Ranoidea splendida, sorgfältig ab und testeten das gewonnene Sekret an einigen Mäusen. Die Froschbehandlung zeigte eine deutliche Wirkung. Die abschreckende Wirkung der Froschabsonderungen bestätigte sich auch in weiteren Tests.

## Gefährdung
Der Prachtlaubfrosch wird in der Roten Liste der IUCN als „nicht gefährdet“ (least concern) geführt.